# Juraj Demeč
Juraj Demeč (Checoslovaquia, 29 de enero de 1945) fue un atleta checoslovaco especializado en la prueba de 4 × 100 m, en la que consiguió ser campeón europeo en 1971.

## Carrera deportiva
En el Campeonato Europeo de Atletismo de 1971 ganó la medalla de oro en los relevos de 4x100 metros, con un tiempo de 39.3 segundos, llegando a meta por delante de Polonia (plata) e Italia (bronce).